# Eneskjöld
Eneskjöld var en svensk adelsätt, som också immatrikulerades på Finlands riddarhus. Den adliga ätten är utslocknad.
Ätten härstammar från Filipstad, där stamfadern Nils Håkansson var borgare på 1600-talet. Hans son Engelbrekt Nilsson överflyttade till Finland och blev sedermera generalguvernementskamrerare i Åbo. År 1653 adlades han med namnet Eneskjöld, och introducerades med nummer 585 året därefter. Han skrev sig därefter till Lyttskär och Koskis. Eneskjöld var gift med Elisabeth Grothusen som tillhörde en kurländsk adelsätt som naturaliserats i Sverige. Två söner till dessa, Johan och Engelbrekt Eneskjöld, stupade i fält utan att efterlämna barn, och två döttrar, Elisabet och Catharina, gifte sig med två bröder av ätten Jordan. Dotter Maria Magdalena, som anklagades för häxkonst år 1697 och bevisades oskyldig i rättegången, gifte sig med kavallerikorpralen Peter Törne. Yngste sonen Herman Eneskjöld var kapten vid Åbo läns infanteri, och fick en son, Gustaf Eneskjöld, som efterträdde honom som kapten men som dog barnlös.

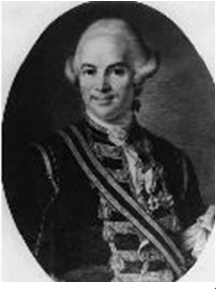
Carl Fredrik Eneskjöld

Ätten fortlevde på svärdssidan med den äldste sonen till Engelbrekt nobil. Eneskjöld och Elisabeth Grothusen, Gustaf Eneskjöld, som var överste vid Åbo och Björneborgs läns kavalleriregemente. Hans hustru, Hilgard Elisabeth Rehbinder, var friherrinna och dotter till Elisabeth Munck af Fulkila som var Bureättling. De hade tre döttrar som samtliga gifte sig Taube. Fyra söner tillfångatogs vid Poltava, varav två avled i de omständigheterna. Äldste sonen, kaptenen vid Livdragonerna Bernt Johan Eneskjöld, gift med Maria von Graman, fick två döttrar, varav en gifte sig med en prost Le Bell, och den andra med sin kusin majoren Bernt Johan Eneskjöld. En son till dessa, Bernt Johan Eneskjöld, immatrikulerades på Finlands riddarhus med nummer 48. En av den senares söner, Carl Constantin Eneskjöld dömdes till döden för medlemskap i Anjalaförbundet, men benådades.
Ytterligare en son till översten Gustaf Eneskjöld och Elisabeth Munck af Fulkila var löjtnanten vid Jämtlands dragonregemente Henrik Johan Eneskjöld, gift med Beata Råbergh. Deras dotter var gift med talmannen och Stockholms borgmästare Carl Ullner. En son, Bernt Magnus Eneskjöld, tvingades lämna riket 1765, en annan son, Carl Fredrik Eneskjöld var konteramiral och en framstående sjöofficer. Han har sin släktsköld i Förkärla kyrka och ägde släktgården Thorsgården i Listerby.
Carl Fredrik Eneskjöld var ogift, men hade ett oäkta barn, löjtnanten Carl Fredrik Skjöld, som han gjorde till arvinge. Släkten Skjöld fortlever, men den adliga ätten Eneskjöld är utslocknad, på svärdssidan i Sverige 1823 och i Finland 1874. På spinnsidan utdog den slutligt 1913 med Fanny Magdalena Hildegard Eneskjöld (1844-1913), tillhörig den i Finland bosatta grenen.